# پاتریک هنری
پاتریک هنری (به انگلیسی: Patrick Henry) (زادهٔ ۲۹ مهٔ ۱۷۳۶ - مرگ ۶ ژوئن ۱۷۹۹) نخستین فرماندار ویرجینیا پس از دورهٔ استعمار و میان سال‌های ۱۷۷۶ تا ۱۷۷۹ و نیز یکی از بنیانگذاران ایالات متحده آمریکا بود. او در کنار کسانی چون ساموئل آدامز و توماس پین یکی از چهره‌های اثرگذار رادیکال در جریان انقلاب آمریکا بود. شعار «یا به من آزادی بده یا مرگ» از آن اوست.
او میان سال‌های ۱۷۸۴ تا ۱۷۸۶ نیز فرماندار ویرجینیا گردید. پس از مرگ به افتخار او مکان‌ها و رزم‌ناوهای چندی را نام‌گذاری کردند از جمله یک زیردریایی به نام یواس‌اس پاتریک هنری.